# Kroktjärnen (Ockelbo socken, Gästrikland, 676650-153588)
Kroktjärnen är en sjö i Ockelbo kommun i Gästrikland och ingår i Testeboåns huvudavrinningsområde.